# Bonnières (Oise)
Pour les articles homonymes, voir Bonnières.
Bonnières est une commune française située dans le département de l'Oise en région Hauts-de-France.

## Géographie

### Localisation

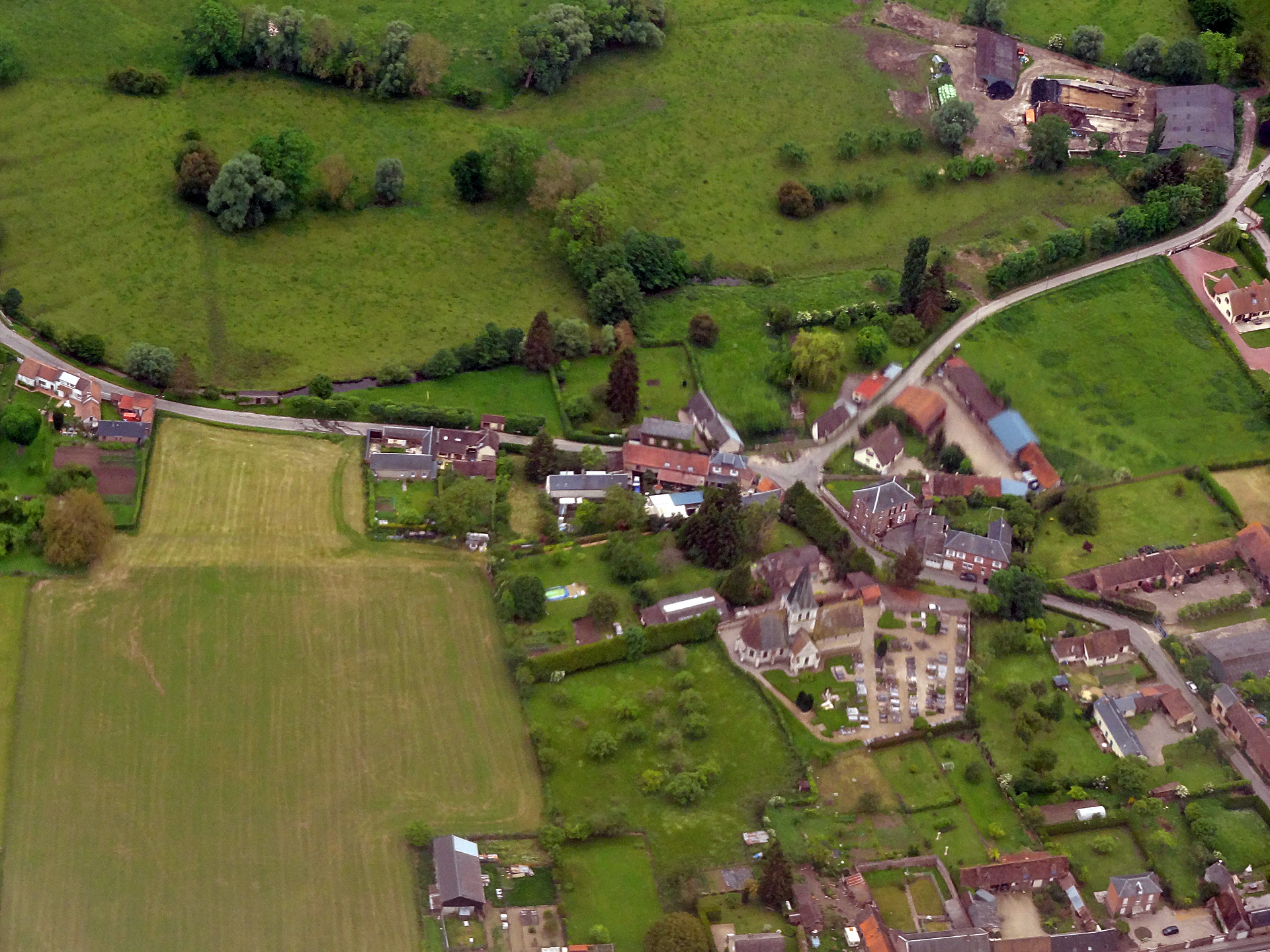
Vue aérienne de Bonnières.

Bonnières est un village rural picard du Beauvaisis situé dans la vallée du Thérain, proche du Pays de Bray.
Il est situé à 13 km au nord-ouest de Beauvais, 49 km au sud-ouest d'Amiens et à 63 km à l'est de Rouen, et est facilement accessible depuis de tracé initial de l'ex-RN 1 (actuelle RD 901).
Le village est traversé par le sentier de grande randonnée GR125.

### Communes limitrophes
| Crillon  | Villers-sur-Bonnières |                   |
|          | Bonnières             | Milly-sur-Thérain |
| Haucourt | La Neuville-Vault     |                   |

### Hydrographie

#### Réseau hydrographique
La commune est située dans le bassin Seine-Normandie. Elle est drainée par le Thérain, le cours d'eau 01 de la Fontaine Sainte-Marguerite, le cours d'eau 01 de la Vallée de Lhéraule, le fossé des Prés des Forges et divers bras du Thérain,,.
Le Thérain, d'une longueur de 94 km, prend sa source dans la commune de Gaillefontaine et se jette  dans l'Oise à Saint-Leu-d'Esserent, après avoir traversé 43 communes. Les caractéristiques hydrologiques du Thérain sont données par la station hydrologique située sur la commune. Le débit moyen mensuel est de 1,61 m3/s. Le débit moyen journalier maximum est de 7,82 m3/s, atteint lors de la crue du 31 janvier 2021. Le débit instantané maximal est quant à lui de 8,13 m3/s, atteint le même jour.

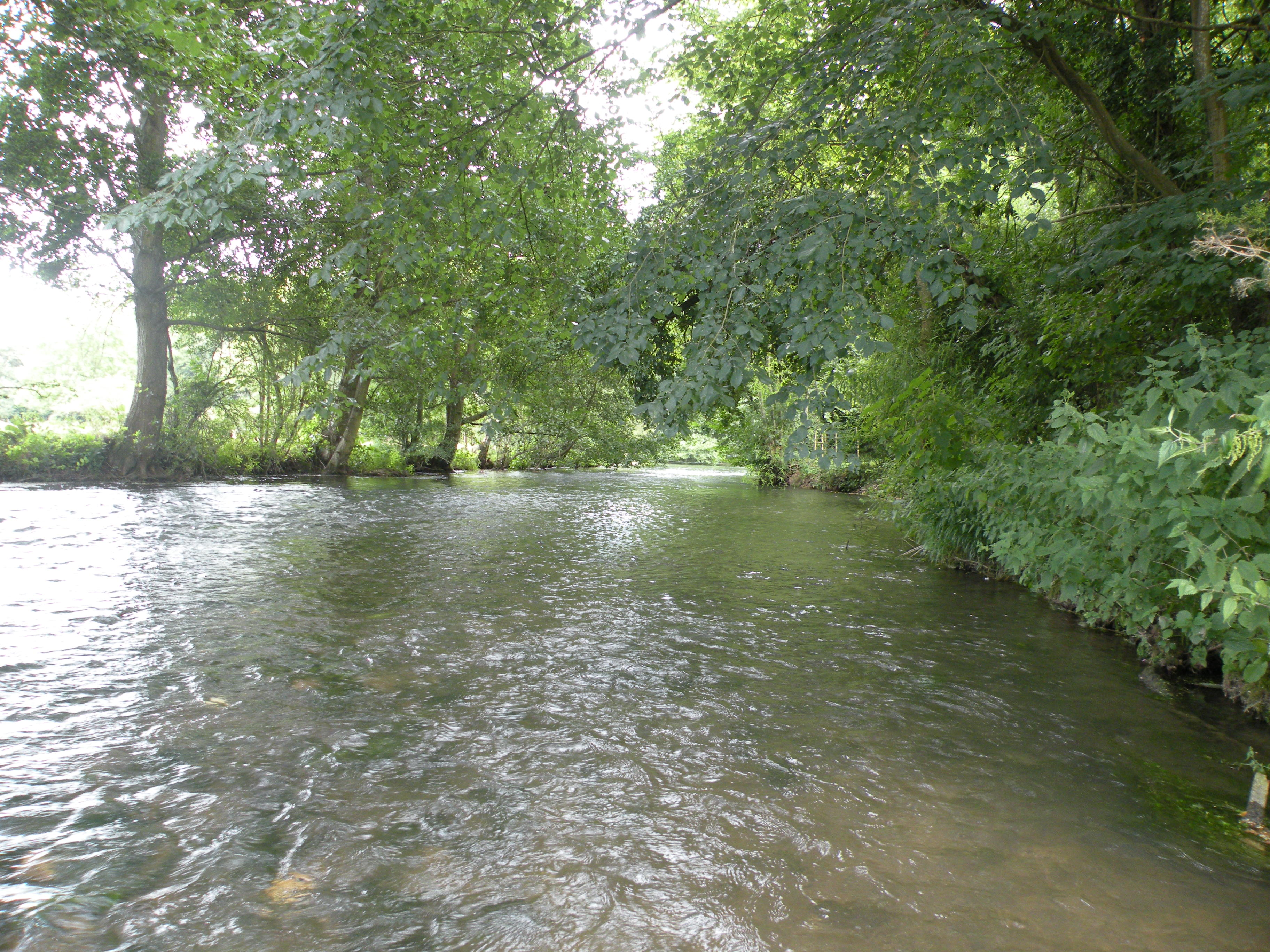
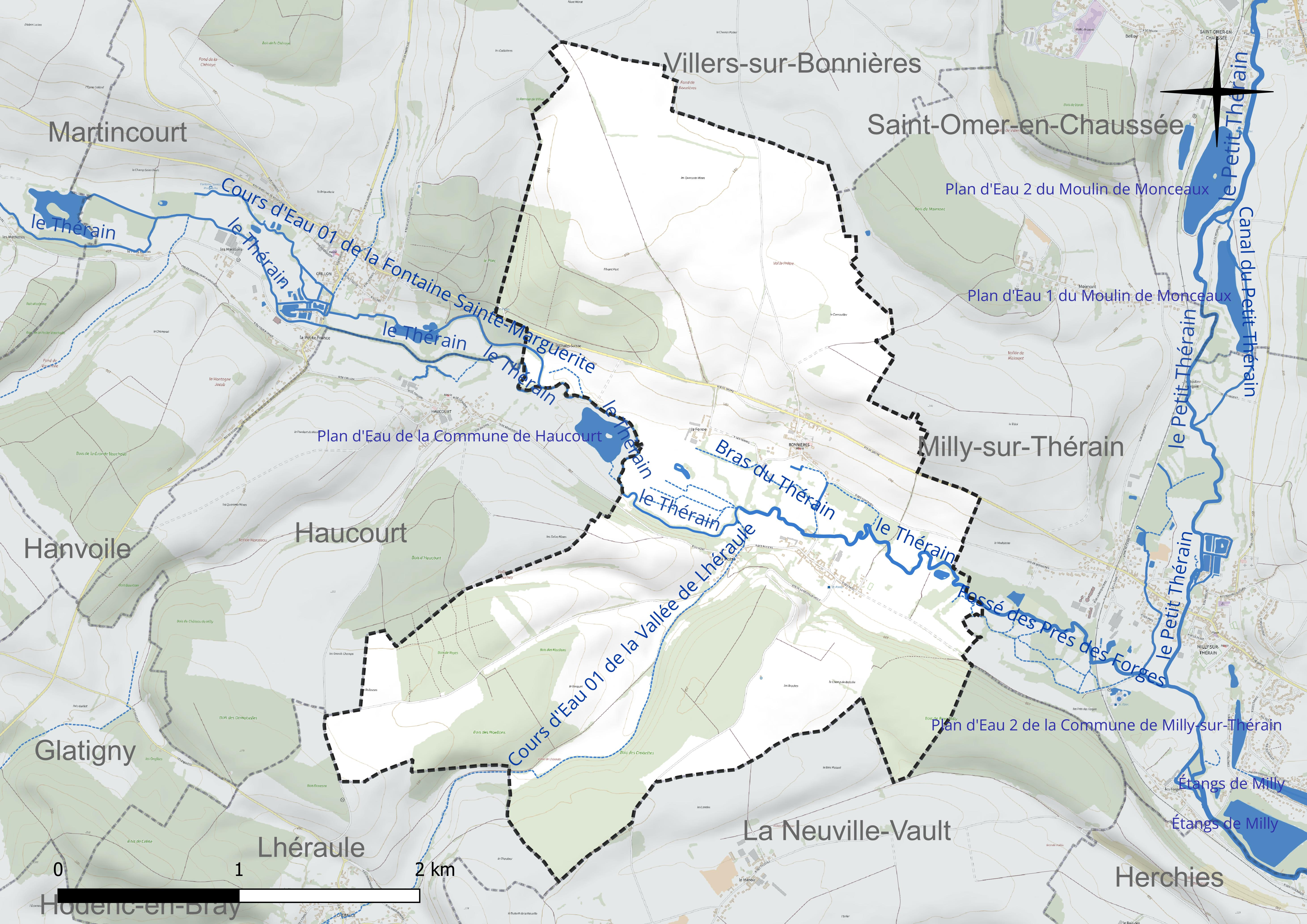
Réseau hydrographique de Bonnières.

#### Gestion et qualité des eaux
Le territoire communal est couvert par le schéma d'aménagement et de gestion des eaux (SAGE) « Sensée ». Ce document de planification concerne un territoire de 1 219 km2 de superficie, délimité par le bassin versant du Thérain. Le périmètre a été arrêté le 27 janvier 2023 et le SAGE proprement dit est, en 2024, en cours d'élaboration. La structure porteuse de l'élaboration et de la mise en œuvre est le syndicat intercommunal de la Vallée du Thérain (SIVT). 
La qualité des cours d'eau peut être consultée sur un site dédié géré par les agences de l'eau et l'Agence française pour la biodiversité. 

### Climat
Pour des articles plus généraux, voir Climat des Hauts-de-France et Climat de l'Oise.
En 2010, le climat de la commune est de type climat océanique dégradé des plaines du Centre et du Nord, selon une étude du CNRS s'appuyant sur une série de données couvrant la période 1971-2000. En 2020, Météo-France publie une typologie des climats de la France métropolitaine dans laquelle la commune est exposée à un climat océanique et est dans la région climatique  Nord-est du bassin Parisien, caractérisée par un ensoleillement médiocre, une pluviométrie moyenne régulièrement répartie au cours de l'année et un hiver froid (3 °C). 
Pour la période 1971-2000, la température annuelle moyenne est de 10,4 °C, avec une amplitude thermique annuelle de 14,2 °C. Le cumul annuel moyen de précipitations est de 743 mm, avec 12,1 jours de précipitations en janvier et 8,1 jours en juillet. Pour la période 1991-2020, la température moyenne annuelle observée sur la station météorologique la plus proche, située sur la commune de Tillé à 12 km à vol d'oiseau, est de 11,0 °C et le cumul annuel moyen de précipitations est de 655,5 mm,. Pour l'avenir, les paramètres climatiques de la commune estimés pour 2050 selon différents scénarios d'émission de gaz à effet de serre sont consultables sur un site dédié publié par Météo-France en novembre 2022.

## Urbanisme

### Typologie
Au 1er janvier 2024, Bonnières est catégorisée commune rurale à habitat dispersé, selon la nouvelle grille communale de densité à sept niveaux définie par l'Insee en 2022.
Elle est située hors unité urbaine. Par ailleurs la commune fait partie de l'aire d'attraction de Beauvais, dont elle est une commune de la couronne,. Cette aire, qui regroupe 162 communes, est catégorisée dans les aires de 50 000 à moins de 200 000 habitants,.

### Occupation des sols
L'occupation des sols de la commune, telle qu'elle ressort de la base de données européenne d'occupation biophysique des sols Corine Land Cover (CLC), est marquée par l'importance des territoires agricoles (73,5 % en 2018), une proportion identique à celle de 1990 (73,5 %). La répartition détaillée en 2018 est la suivante : 
terres arables (55,8 %), forêts (26,5 %), prairies (17,7 %). L'évolution de l'occupation des sols de la commune et de ses infrastructures peut être observée sur les différentes représentations cartographiques du territoire : la carte de Cassini (XVIIIe siècle), la carte d'état-major (1820-1866) et les cartes ou photos aériennes de l'IGN pour la période actuelle (1950 à aujourd'hui).

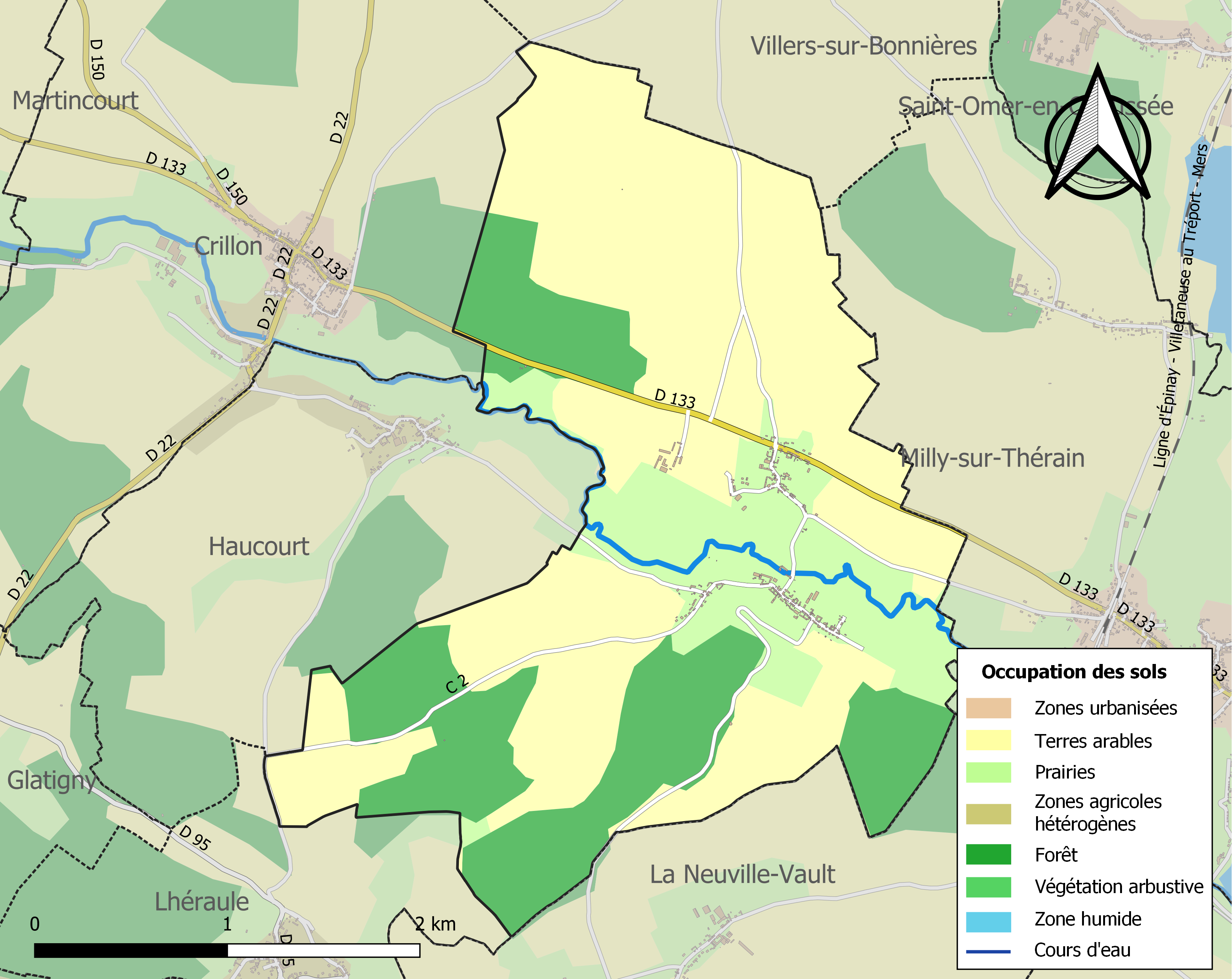
Carte des infrastructures et de l'occupation des sols de la commune en 2018 (CLC).

### Habitat et logement
En 2018, le nombre total de logements dans la commune était de 101, alors qu'il était de 100 en 2013 et de 97 en 2008.
Parmi ces logements, 83 % étaient des résidences principales, 15,7 % des résidences secondaires et 1,3 % des logements vacants. Ces logements étaient pour 99,1 % d'entre eux des maisons individuelles et pour 0,9 % des appartements.
Le tableau ci-dessous présente la typologie des logements à Bonnières en 2018 en comparaison avec celle de l'Oise et de la France entière. Une caractéristique marquante du parc de logements est ainsi une proportion de résidences secondaires et logements occasionnels (15,7 %) supérieure à celle du département (2,5 %) et à celle de la France entière (9,7 %). Concernant le statut d'occupation de ces logements, 90,9 % des habitants de la commune sont propriétaires de leur logement (86,8 % en 2013), contre 61,4 % pour l'Oise et 57,5 pour la France entière.
| Typologie                                               | Bonnières | Oise | France entière |
| ------------------------------------------------------- | --------- | ---- | -------------- |
| Résidences principales (en %)                           | 83        | 90,4 | 82,1           |
| Résidences secondaires et logements occasionnels (en %) | 15,7      | 2,5  | 9,7            |
| Logements vacants (en %)                                | 1,3       | 7,1  | 8,2            |

### Voies de communication et transports
La gare la plus proche est celle de Milly-sur-Thérain.
La commune est desservie, en 2023, par les lignes 612 et 6104 du réseau interurbain de l'Oise.

## Toponymie
Bonnières a été dénommée Bonnières-Saint-Lucien, Bonnière, Baunnières, (Bonneriæ, Boneriæ).
Le nom de « Bonnières » viendrait de l'ancien français bonnier (ou bonier), désignant une mesure agraire dans le nord de la France et en Belgique, qui équivalait à plus ou moins un hectare, avec de grandes variations selon les régions.
D'un point de vue étymologique, toutes les hypothèses étant possibles, il est vraisemblable que Bonnières peut avoir été, à l'origine, un territoire dont la superficie s'étendait sur un tel bonnier.

## Histoire
Louis Graves indiquait que « L'église et la seigneurie de Bonnière, furent données à l'abbaye de Saint-Lucien par Druon qui était évêque de Beauvais en 1030. La seigneurie fut acquise  lë 12 mars 1700  par le maréchal de Boufflers, propriétaire  du domaine voisin qu'on nomme aujourd'hui Crillon ».

## Politique et administration

### Rattachements administratifs et électoraux
La commune se trouve  dans l'arrondissement de Beauvais du département de l'Oise. Pour l'élection des députés, elle fait partie depuis 2012 de la première circonscription de l'Oise.
Elle faisait partie depuis 1802 du canton de Marseille-en-Beauvaisis. Dans le cadre du redécoupage cantonal de 2014 en France, la commune est désormais intégrée au canton de Grandvilliers..

### Intercommunalité
La commune est membre de la communauté de communes de la Picardie verte, créée fin 1996 et qui succède notamment au SIVOM de Marseille-en-Beauvaisi, créé en 1965.

### Liste des maires
| Période                                  | Période                       | Identité        | Étiquette | Qualité                                                      |
| ---------------------------------------- | ----------------------------- | --------------- | --------- | ------------------------------------------------------------ |
| Les données manquantes sont à compléter. |                               |                 |           |                                                              |
| 1985                                     | juin 1995                     | Daniel Pacot    |           |                                                              |
| Les données manquantes sont à compléter. |                               |                 |           |                                                              |
| mars 2001                                | En cours (au 2 décembre 2020) | Franciane Bizet | DVD       | Fonctionnaire de catégorie B Réélue pour le mandat 2020-2026 |

## Population et société

### Démographie

#### Évolution démographique
L'évolution du nombre d'habitants est connue à travers les recensements de la population effectués dans la commune depuis 1793. Pour les communes de moins de 10 000 habitants, une enquête de recensement portant sur toute la population est réalisée tous les cinq ans, les populations de référence des années intermédiaires étant quant à elles estimées par interpolation ou extrapolation. Pour la commune, le premier recensement exhaustif entrant dans le cadre du nouveau dispositif a été réalisé en 2004.

En 2022, la commune comptait 194 habitants, en évolution de +21,25 % par rapport à 2016 (Oise : +0,87 %, France hors Mayotte : +2,11 %).
| 1793 | 1800 | 1806 | 1821 | 1831 | 1836 | 1841 | 1846 | 1851 |
| ---- | ---- | ---- | ---- | ---- | ---- | ---- | ---- | ---- |
| 268  | 267  | 319  | 246  | 254  | 268  | 242  | 257  | 226  |

| 1856 | 1861 | 1866 | 1872 | 1876 | 1881 | 1886 | 1891 | 1896 |
| ---- | ---- | ---- | ---- | ---- | ---- | ---- | ---- | ---- |
| 258  | 247  | 228  | 233  | 220  | 218  | 210  | 220  | 225  |

| 1901 | 1906 | 1911 | 1921 | 1926 | 1931 | 1936 | 1946 | 1954 |
| ---- | ---- | ---- | ---- | ---- | ---- | ---- | ---- | ---- |
| 204  | 227  | 218  | 197  | 199  | 179  | 192  | 201  | 180  |

| 1962 | 1968 | 1975 | 1982 | 1990 | 1999 | 2004 | 2006 | 2009 |
| ---- | ---- | ---- | ---- | ---- | ---- | ---- | ---- | ---- |
| 150  | 148  | 125  | 132  | 171  | 172  | 169  | 166  | 159  |

| 2014 | 2019 | 2022 | - | - | - | - | - | - |
| ---- | ---- | ---- | - | - | - | - | - | - |
| 162  | 187  | 194  | - | - | - | - | - | - |

#### Pyramide des âges
La population de la commune est relativement jeune.
En 2018, le taux de personnes d'un âge inférieur à 30 ans s'élève à 30 %, soit en dessous de la moyenne départementale (37,3 %). À l'inverse, le taux de personnes d'âge supérieur à 60 ans est de 27,3 % la même année, alors qu'il est de 22,8 % au niveau départemental.
En 2018, la commune comptait 84 hommes pour 94 femmes, soit un taux de 52,81 % de femmes, légèrement supérieur au taux départemental (51,11 %).
Les pyramides des âges de la commune et du département s'établissent comme suit.
| Hommes | Classe d’âge | Femmes |
| ------ | ------------ | ------ |
| 0,0    | 90 ou +      | 4,0    |
| 4,5    | 75-89 ans    | 8,1    |
| 21,6   | 60-74 ans    | 16,2   |
| 26,1   | 45-59 ans    | 19,2   |
| 19,3   | 30-44 ans    | 21,2   |
| 12,5   | 15-29 ans    | 9,1    |
| 15,9   | 0-14 ans     | 22,2   |

| Hommes | Classe d’âge | Femmes |
| ------ | ------------ | ------ |
| 0,5    | 90 ou +      | 1,4    |
| 5,5    | 75-89 ans    | 7,6    |
| 15,6   | 60-74 ans    | 16,3   |
| 20,8   | 45-59 ans    | 20     |
| 19,4   | 30-44 ans    | 19,4   |
| 17,6   | 15-29 ans    | 16,2   |
| 20,6   | 0-14 ans     | 19,1   |

## Culture locale et patrimoine

### Lieux et monuments
- Église Saint-Martin des XIe, XIIIe et XVIIe siècles. Elle contient des fonts baptismaux à six colonnettes, de la fin du XIIe siècle[30].

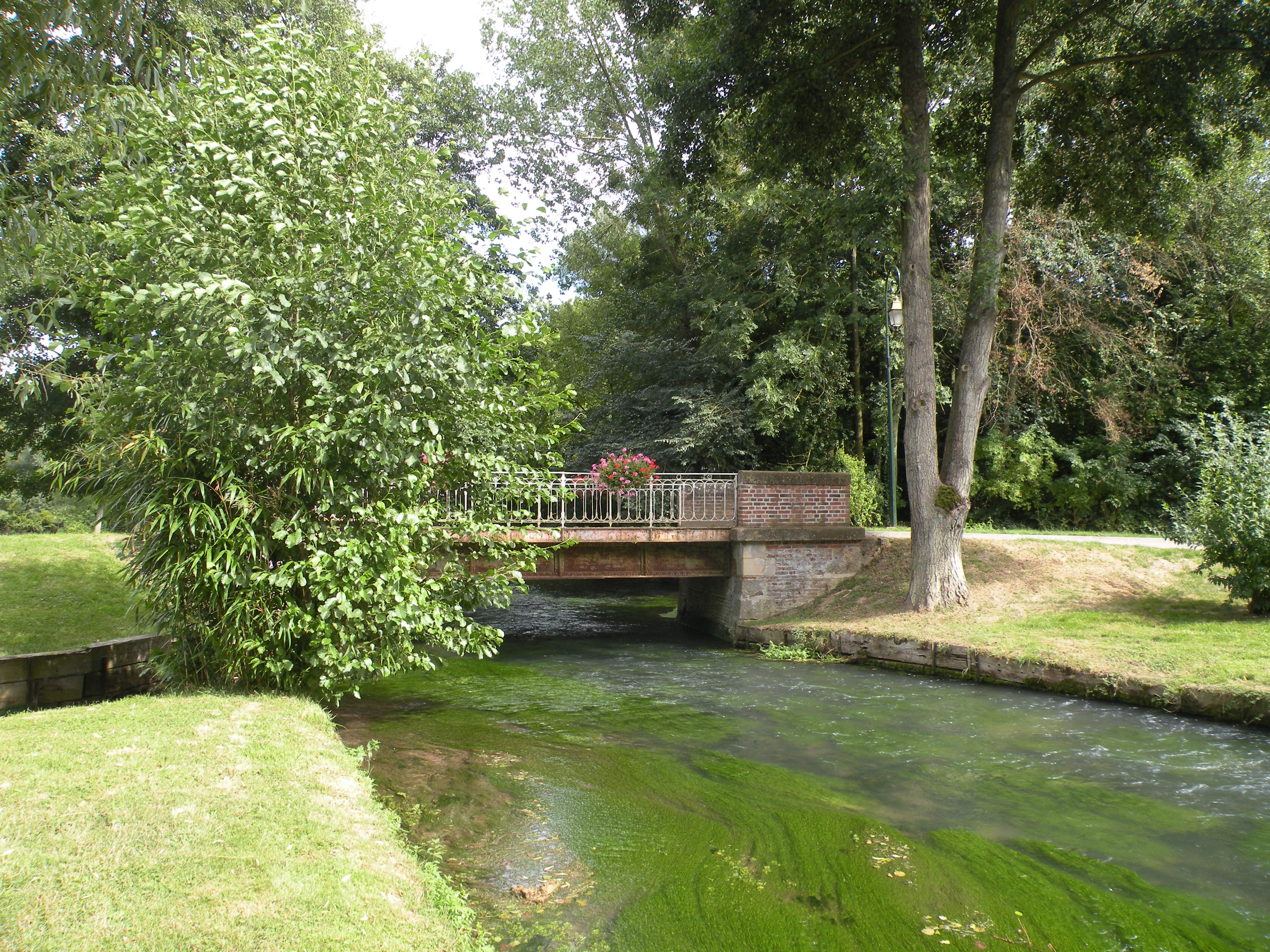
Le Thérain
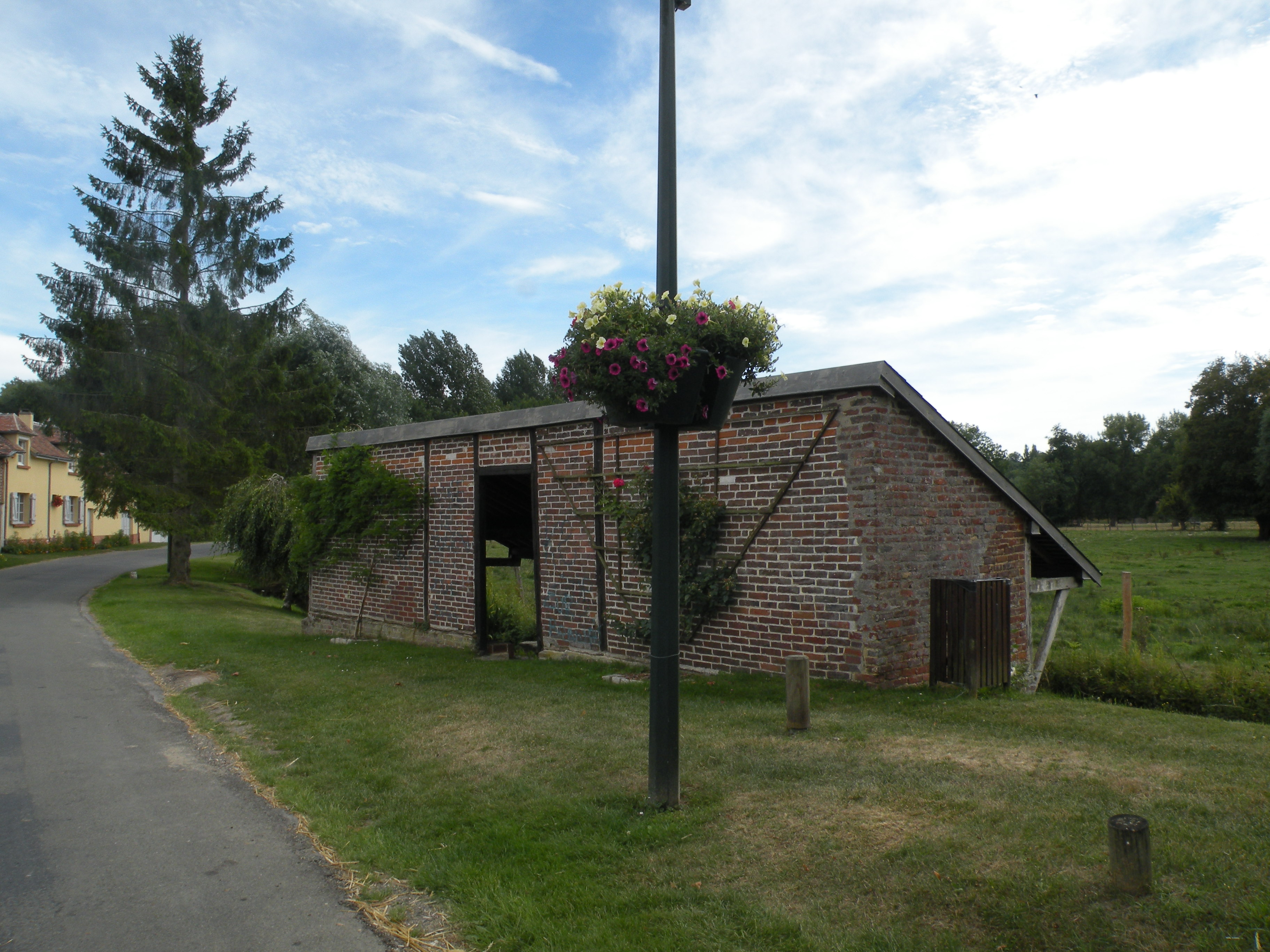
Le lavoir.
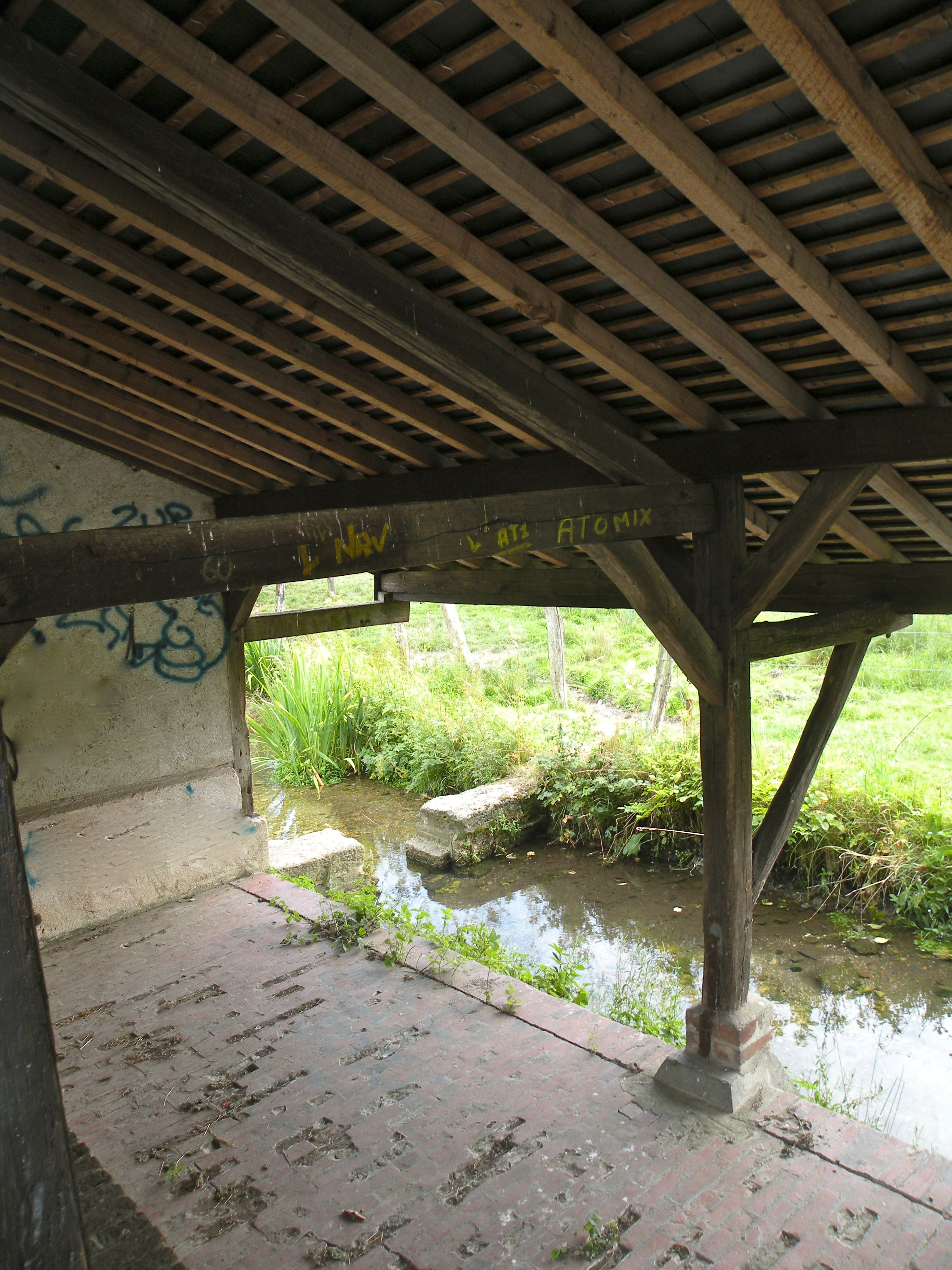
Intérieur du lavoir
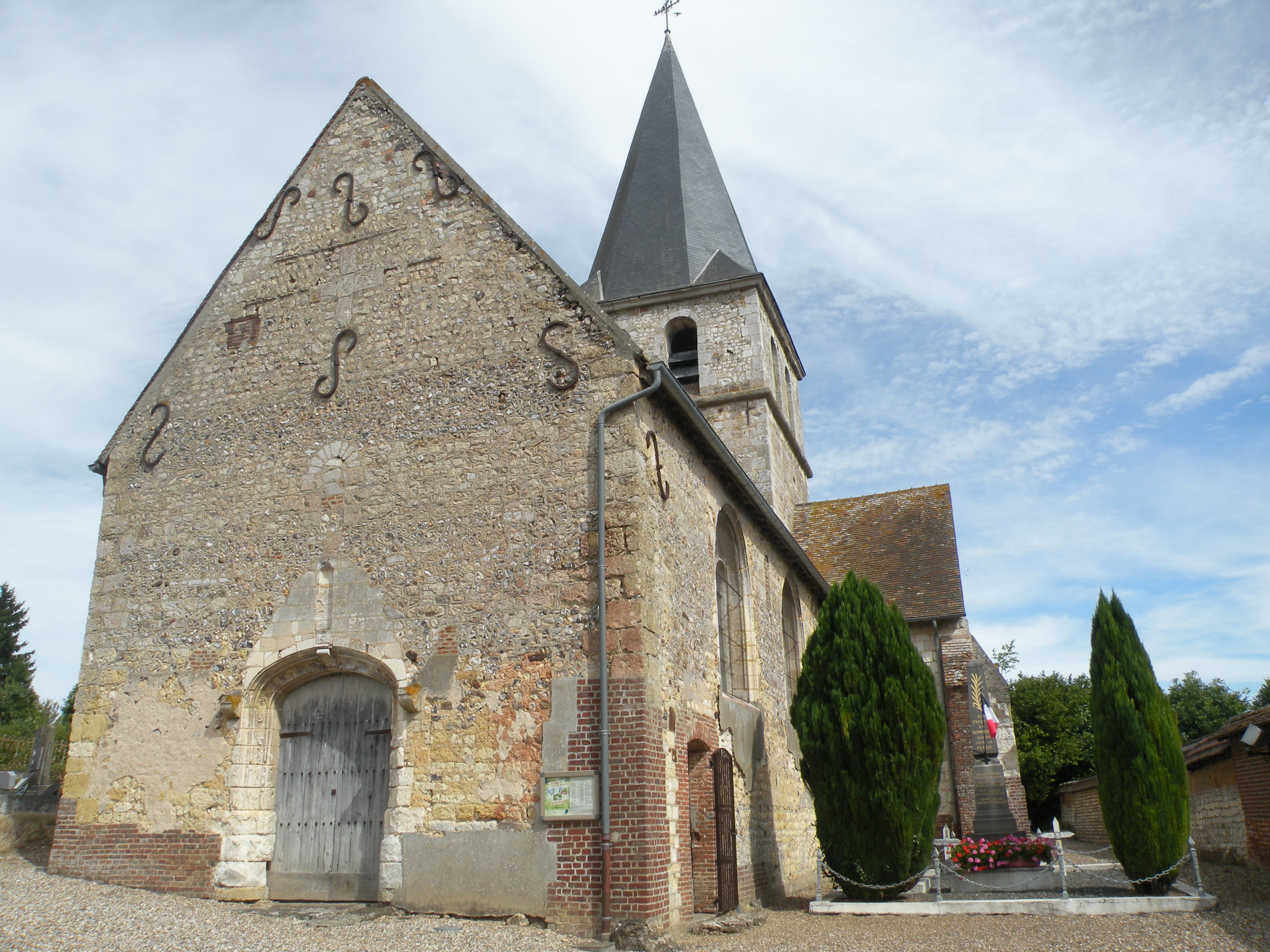
L'église.
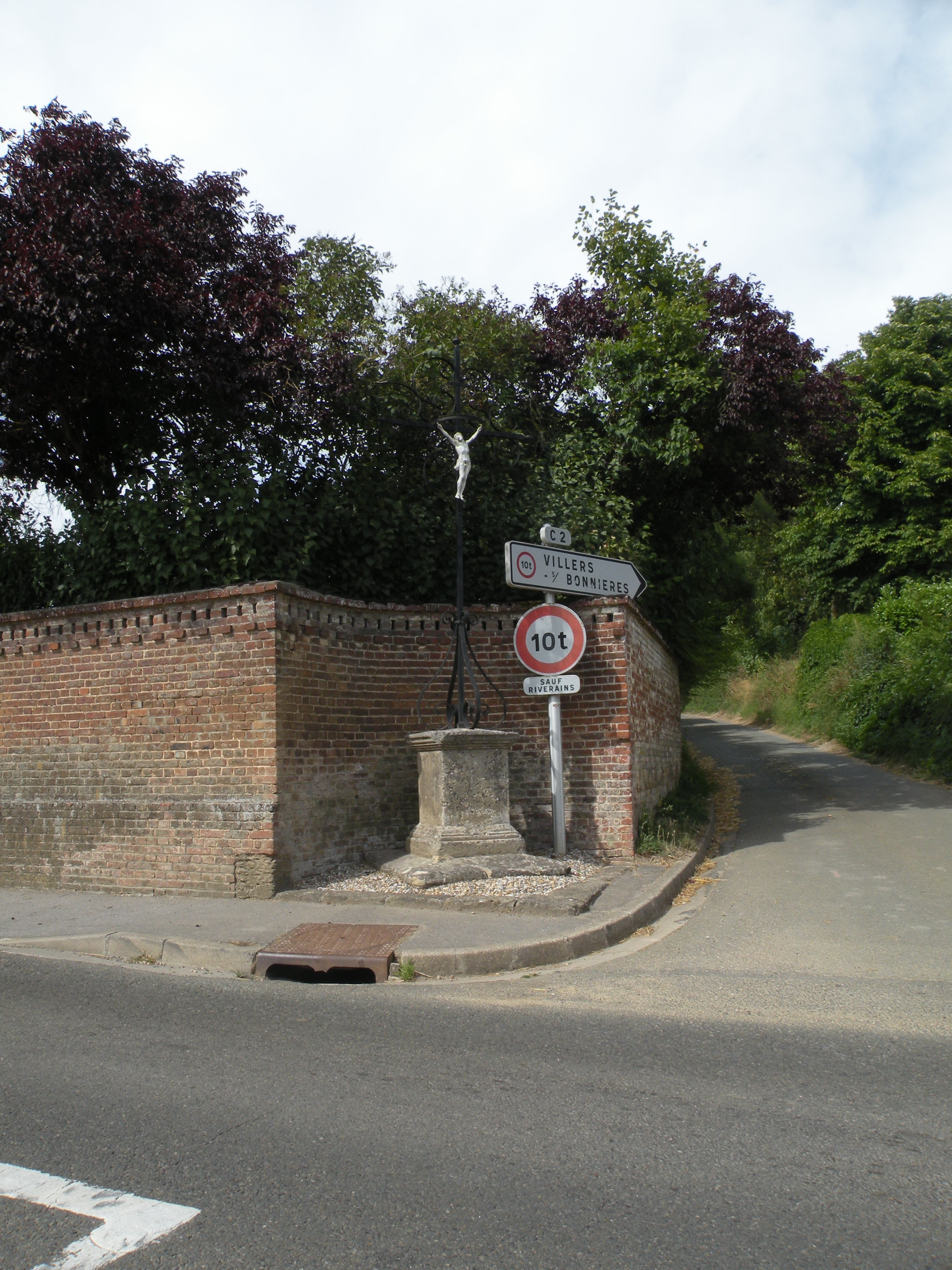
Croix de chemin